# 岩本知世
岩本 知世（いわもと ともよ、1990年6月5日 - ）は、日本のファッションモデルであり実業家。東京都出身。TOMO GROUP代表取締役社長。

## 略歴
文化女子短期大学を卒業後に芸能事務所に所属し、アパレルECサイトの専属モデルを3年ほどする。それから雑誌nutsの準レギュラーモデルに決まり、卒業後にフリーモデルとなる。その後、水着や化粧品イメージモデルなど様々な広告を飾る。

## 飲食店経営・事業展開
岩本知世は2022年に自身の飲食店となるおばんざい料理店『おばんざい屋 いわもと』を渋谷に開店し、その後、港区南麻布（広尾エリア）へ移転オープン(2025年3月閉店)。夜は自ら女将として店のカウンターに立ち、旬の野菜を使ったおばんざい料理でもてなしていた。岩本は自身の会社である株式会社TOMO GROUPを設立し、女将引退後も、代表取締役としてモデル・インフルエンサー分野や飲食業やピラティススタジオにおける事業も手掛けている。

## 出演

### テレビ
- 鹿児島テレビ『SUNNY DOOR』

### WEB CM
- ピザハット
- 三菱地所プレミアムアウトレット
- 日比谷花壇
- ジャムレーベルシャンプー

### 広告・イメージキャラクター
- 水着air colors　PARCO店頭ポスター
- zoff イメージモデル
- ＆magic　CCクリームイメージモデル
- Kailyumei　Flower Tint Lipイメージモデル
- 全国AEON B.V.D.Ladiesポスター
- Avail下着コーナー ポスター
- fran de lingerie店頭ポスター
- 日比谷花壇ポスター
- カラコンVIVIAN.イメージモデル

### 雑誌
- nutsレギュラーモデル（インフォレスト）
- JELLY（文友舎）
- BLENDA（角川春樹事務所）
- Scawaii（主婦の友社）
- ar（主婦の友社）
- ViVi（講談社）
- PREPPY（エイ出版社）

### カタログ
- ムラサキスポーツ水着カタログ
- 高輪プリンスホテルウエディングカタログ[1]